# Veli-Pekka Ketola
Veli-Pekka Ketola (* 28. März 1948 in Pori) ist ein ehemaliger finnischer Eishockeyspieler, -trainer und -funktionär, der in seiner aktiven Zeit von 1963 bis 1983 unter anderem für die Colorado Rockies in der National Hockey League, sowie die Winnipeg Jets und Calgary Cowboys in der World Hockey Association gespielt hat.

## Karriere
Veli-Pekka Ketola begann seine Karriere als Eishockeyspieler in seiner Heimatstadt bei Porin Karhut, für das er von 1963 bis 1967 in der SM-sarja aktiv war. Anschließend wurde der Verein mit dem Rosenlewin Urheilijat-38 zu Ässät Pori fusioniert. Für diesen spielte er in den folgenden sieben Jahren fast ausschließlich in der SM-sarja und ab 1975 in deren Nachfolgewettbewerb SM-liiga. Einzig die Saison 1969/70 verbrachte er beim Hauptstadtclub Jokerit Helsinki. Mit Ässät Pori wurde er 1971 Finnischer Meister. Zu Zeiten der SM-sarja gehörte der Center zu den besten Spielern der Liga und wurde mehrfach in das All-Star Team der Liga berufen. Von 1974 bis 1977 stand er in der World Hockey Association für die Winnipeg Jets auf dem Eis, mit denen er in der Saison 1975/76 die Avco World Trophy gewann. Im März 1977 wurde er anschließend zusammen mit Ron Ward und seinem Landsmann Heikki Riihiranta im Tausch gegen Mike Ford und Danny Lawson an den WHA-Ligarivalen Calgary Cowboys abgegeben. Für diese lief er bis zum Ende der Saison 1976/77 in 17 Spielen vier Tore und gab weitere sechs Vorlagen.
Von 1977 bis 1981 spielte Ketola nach seiner Rückkehr in seine finnische Heimat für seinen Ex-Club Ässät Pori, mit dem er 1978 zum zweiten Mal Meister und in den Jahren 1979 und 1980 erneut Vizemeister wurde. Auf europäischer Ebene belegte der zweimalige Olympiateilnehmer mit seinem Team 1979 den dritten Platz im Europapokal. Aufgrund seiner guten Leistungen bei Ässät Pori erhielt er am 8. Juli 1981 einen Vertrag als Free Agent bei den Colorado Rockies. In seiner einzigen Spielzeit in der National Hockey League erzielte er in der Saison 1981/82 in 44 Spielen neun Tore und gab fünf Vorlagen. Zuletzt spielte er in der folgenden Spielzeit noch einmal für KalPa Kuopio in der SM-liiga, wo er 1983 im Alter von 35 Jahren seine aktive Karriere beendete.
Von 1993 bis September 1996 war Ketola Cheftrainer bei seinem Ex-Club Ässät Pori in der SM-liiga. Anschließend wurde er von seinem Landsmann Kari Makkonen auf seiner Position abgelöst. Von 1994 bis 2000 war Ketola teilweise parallel zu seinem Traineramt als General Manager für Ässät Pori aktiv. Im Laufe der Saison 1999/2000 sprang Ketola noch einmal als Cheftrainer Ässäts ein. Nach ihm wurde die Veli-Pekka-Ketola-Trophäe, die der Topscorer der SM-liiga erhält, benannt.

### International
Für Finnland nahm Ketola an den Weltmeisterschaften 1969, 1970, 1971, 1972, 1973, 1974 und 1977 teil. Des Weiteren stand er im Aufgebot seines Landes bei den Olympischen Winterspielen 1968 in Grenoble und 1972 in Sapporo, sowie 1976 und 1981 beim Canada Cup. Bei offiziellen Länderspielen im Rahmen von Turnieren erzielte Ketola in 82 Spielen 26 Tore und gab 20 Vorlagen.

## Erfolge und Auszeichnungen
| - 1968 SM-sarja All-Star Team - 1970 SM-sarja All-Star Team - 1971 Finnischer Meister mit Ässät Pori - 1971 SM-sarja All-Star Team - 1971 Topscorer der SM-sarja - 1974 SM-sarja All-Star Team - 1974 SM-sarja Lynces Academici Forward Award - 1976 Avco-World-Trophy-Gewinn mit den Winnipeg Jets - 1978 Finnischer Meister mit Ässät Pori - 1978 SM-liiga All-Star Team | - 1979 Finnischer Vizemeister mit Ässät Pori - 1979 SM-liiga All-Star Team - 1979 Meiste Vorlagen der SM-liiga - 1979 Veli-Pekka-Ketola-Trophäe - 1979 Matti-Keinonen-Trophäe - 1979 3. Platz Europapokal mit Ässät Pori - 1980 Finnischer Vizemeister mit Ässät Pori - 1981 Schlüsselspieler der SM-liiga - 1981 SM-liiga Lynces Academici Forward Award |